# Marathon de Berlin 2008
Navigation
Édition précédente Édition suivante
Le Marathon de Berlin de 2008 est la 35e édition du Marathon de Berlin, en Allemagne, qui a eu lieu le dimanche 28 septembre 2008. C'est le troisième des World Marathon Majors à avoir lieu en 2008 après le Marathon de Boston et le Marathon de Londres. 
L'Éthiopien Haile Gebrselassie remporte la course masculine et établit un nouveau record du monde du marathon avec un temps de 2 h 3 min 59 s, améliorant de 27 secondes l'ancienne meilleure marque mondiale qu'il avait établie lors de l'édition précédente, en 2007, et signant son troisième succès consécutif dans cette épreuve. L'Allemande Irina Mikitenko s'impose chez les femmes en 2 h 19 min 19 s.

## Résultats

### Hommes
| Rang | Athlète                   | Nationalité | Temps                |
| ---- | ------------------------- | ----------- | -------------------- |
|      | Haile Gebrselassie        | Éthiopie    | 2 h 03 min 59 s (WR) |
|      | James Kwambai             | Kenya       | 2 h 05 min 36 s      |
|      | Charles Kamathi           | Kenya       | 2 h 07 min 48 s      |
| 4    | Mariko Kiplagat Kipchumba | Kenya       | 2 h 09 min 03 s      |
| 5    | Mesfin Ademasu            | Éthiopie    | 2 h 12 min 02 s      |
| 6    | Joseph Ngolepus           | Kenya       | 2 h 12 min 07 s      |
| 7    | Kenjiro Jitsui            | Japon       | 2 h 12 min 48 s      |
| 8    | Toshinari Suwa            | Japon       | 2 h 13 min 04 s      |
| 9    | Falk Cierpinski           | Allemagne   | 2 h 13 min 30 s      |
| 10   | Francis Kiprop            | Kenya       | 2 h 14 min 30 s      |

### Femmes
| Rang | Athlète            | Nationalité | Temps           |
| ---- | ------------------ | ----------- | --------------- |
|      | Irina Mikitenko    | Allemagne   | 2 h 19 min 19 s |
|      | Askale Tafa        | Éthiopie    | 2 h 21 min 31 s |
|      | Helena Kirop       | Kenya       | 2 h 25 min 01 s |
| 4    | Rose Cheruiyot     | Kenya       | 2 h 26 min 25 s |
| 5    | Gulnara Vigovskaya | Russie      | 2 h 30 min 03 s |
| 6    | Shuru Deriba       | Éthiopie    | 2 h 31 min 20 s |
| 7    | Edyta Lewandowska  | Pologne     | 2 h 33 min 00 s |
| 8    | Evelyne Kimuria    | Kenya       | 2 h 35 min 53 s |
| 9    | Daniela Cirlan     | Roumanie    | 2 h 36 min 18 s |
| 10   | Živilė Balčiūnaitė | Lituanie    | 2 h 36 min 40 s |

### Fauteuils roulants (hommes)
| Rang | Athlète | Nationalité | Temps |
| ---- | ------- | ----------- | ----- |
|      |         |             |       |
|      |         |             |       |
|      |         |             |       |

### Fauteuils roulants (femmes)
| Rang | Athlète | Nationalité | Temps |
| ---- | ------- | ----------- | ----- |
|      |         |             |       |
|      |         |             |       |
|      |         |             |       |